# Congeria kusceri
Congeria kusceri, hrvatska endemska vrsta školjkaša, jedna od dviju iz roda Congeria, Dinarskog špiljskog školjkaša, jedinih poznatih slatkovodnih podzemnih školjkaša na svijetu. U Hrvatskoj postoji još jedan, također endem Dinarskog gorja: sjeverni (Congeria jalzici) koji je je rasprostranjen u Beloj Krajini u Sloveniji, sjevernom Velebitu i sjeverozapadnoj Lici u Hrvatskoj, zatim bosanski (Congeria mualomerovici) u podzemlju sliva Sane. Congeria kusceri je južni koji živi u BiH i Hrvatskoj u podzemlju slivova Neretve i Trebišnjice u Hercegovini i južnoj Dalmaciji.

## Opis
Ovaj do dva cm dug školjkaš je zapravo "živi fosil" koji se tijekom geološke prošlosti iz površinskih jezera preselio u krško podzemlje i tu se prilagodio životu u vječnoj tami. Najveća do sada dostupna živuća kolonija reliktnih podzemnih školjkaša je Jama u Metkoviću, iznad kuće obitelji Vuica u podnožju Predolca.
Prilagodba na uvjete života u tami učinila je da nemaju pigmenata i veliku reduciranost organa za vid. Veličinom su mali. Školjka je velika do 2 cm. Slično nekim drugim špiljskim organizmima koji žive u tami, duga su životna ciklusa, jer žive do 50 godina. Razdvojena su spola. Prehranu im čine sitne organske čestice do koje dolaze filtriranjem. Slabo se kreću, ali mogu promijeniti položaj. Vole mirnije tokove podzemnih voda. C. kusceri se je prilagodila i na sušne uvjete krških krajeva. To su situacije kad razina podzemne vode varira ka dolje. C. kusceri može i nekoliko mjeseci preživjeti na suhom, a to joj omogućuje visoka vlaga zraka u podzemlju, neophodna za disanje.

## Povijest otkrića
Tercijarni je relikt, endem Dinarida i jedini predstavnik svoje skupine koja je bila rasprostranjena u tercijaru, ali su svi njeni srodnici izumrli prije 5 milijuna godina, tako se je smatralo. Školjkaši roda Congeria  imali su u prošlosti preko 30 vrsta. Bili su vrlo rasprostranjeni diljem mora Paratetisa tijekom tercijara. U znanosti se je vjerovalo da su svi su izumrli tijekom geološke prošlosti, no 1934. godine na izvoru Stinjevcu kod Vrgorca slovenski malakolog Ljudevit Kuščer pronašao je ljušture nedavno umrlih jedinki. Jože Štirn je pronašao prvu živu populaciju u ponoru Žira na Popovom polju u Hercegovini. Godine 1962. slovenski malakolog Jože Bole opisao je vrstu i dao joj latinsko ime Congeria kusceri. U pola stoljeća potom u pojasu 600 km dinarskog krša našlo se je 15 živih populacija. Daljna istraživanja pokazala su da se radi o trima vrsatma dinarskih špiljskih školjkaša. Dvije nove vrste opisali su 2013. godine Brian Morton i Helena Bilandžija (C. jalzici i C. mualomerovici).
Živi u osjetljivim staništima, a krška su osobito osljetljiva. Glavni uzroci ugroženosti su organska i anorganska zagađenja podzemnih voda. Različite hidrogeološke promjene, poput posljedica izgradnja hidroakumulacija predstavljaju najveću prijetnju.
Debele naslage ljuštura mrtvih jedinaka pronađene su u Markovom ponoru.

## Zaštita
Dinarski špiljski školjkaš je kritično ugrožena vrsta. Dinarski špiljski školjkaš nalazi se na popisu posebno zaštićenih vrsta u Republici Hrvatskoj, ali i na popisu strogo zaštićenih životinjskih vrsta Europske unije.
U Hrvatskoj je zbog malog broja lokaliteta, opadanja broja populacija i niza antropogenih promjena koje utječu na njezino stanište statusa kritično ugrožene vrste (CR) prema Crvenoj knjizi špiljske faune Hrvatske iz 2009. godine. Prema kriterijima za procjenu ugroženosti vrsta na globalnoj razini, Međunarodna unija za očuvanje prirode (IUCN) je dinarskog špiljskog školjkaša svrstala u kategoriju osjetljive vrste (VU).